# Museu Angelika Kauffmann
O Museu Angelika Kauffmann é um museu em Schwarzenberg, Áustria, dedicado à vida e obra da pintora suíça Angelika Kauffmann. Se estabeleceu em 2007 em uma casa histórica de Bregenzerwald, para honrar à considerada "a grande filha de Schwarzenberg". Apresenta exposições temáticas anuais e um amplo programa de eventos.

## Antecedentes
Apesar de ter nascido em Coira, Suíça, Angelika Kauffman esteva muito ligada à terra natal de seu pai, Schwarzenberg. Juntos, trabalharam para o bispo local, criando os afrescos dos apóstolos e o retábulo maior da igreja local. Inúmeras cartas e doações à comunidade indicam sua conexão com Schwarzenberg durante toda sua vida, inclusive após se ter mudado para a Itália.

## O edifício
O museu está localizado em Kleberhaus, uma antiga fazenda com o estilo tradicional de madeira da vila, datada de 1556. A área de exibição é de 220 metros quadrados. A antiga ala agrícola da casa foi adaptada especialmente para o museu. Entre 2006 e 2007, o arquiteto Helmut Dietrich (Dietrich Untertrifaller Architekten), renovou o edifício realçando elementos característicos do estilo típico de Schwarzenberg, como as antigas vigas e paredes de troncos escuros, mas dando a eles um toque limpo e moderno com a adição de elementos diferenciados.

## Exposições
Na exposição de 2019, Angelika Kauffmann - Tesouros desconhecidos das coleções privadas de Vorarlberg, muitas de suas pinturas foram exibidas ao público pela primeira vez, já que grande parte de sua obra é propriedade de colecionadores privados.
- 2015: Angelika Kauffmann. Residência Roma[8]
- 2016: Esse sou eu. Retratos de meninos de Angelika Kauffmann
- 2017: Eu me vejo. Retratos de mulheres de Angelika Kauffmann
- 2018: Ele é quem. Retratos de homens de Angelika Kauffmann
- 2019: Angelika Kauffmann - Tesouros desconhecidos das coleções privadas de Vorarlberg
- 2021: A Itália! Angelika Kauffmann e o Grand Tour[7]

Os elementos da coleção permanente encontram-se digitalizados.

## Museu da história local
Além do Museu Angelika Kauffmann, a Kleberhaus abriga, desde 1928, o museu da história local de Schwarzenberg (Heimatmuseum, fundado em 1913). Nele se documenta a cultura doméstica e agrícola do século XVIII e início do século XIX.

## Links externos
Site oficial (em alemão)